# Алтунін Олександр Терентійович
Олександр Терентійович Алтунін (14 серпня 1921 — 15 липня 1989) — радянський воєначальник, з 1972 по 1986 рік начальник Цивільної оборони СРСР — заступник міністра оборони СРСР. Герой Радянського Союзу (1944). Генерал армії (1977). Член ЦК КПРС у 1976—1989 роках. Депутат Верховної Ради СРСР 8—11-го скликань.

## Біографія
Народився 14 серпня 1921 року в селі Стеклянка (нині Калачинський район Омської області РФ) у селянській родині. Росіянин.
У Радянській армії з 1939 року. В 1941 році закінчив Новосибірське піхотне училище.
З червня 1941 року брав участь в німецько-радянській війні. Відзначився під час боїв на теренах Польщі. Командир батальйону 889-го стрілецького полку (197-ма стрілецька дивізія, 3-я гвардійська армія, 1-й Український фронт) капітан Алтунін 29 липня 1944 року з групою бійців переправився через Віслу в районі населеного пункту Доротка, захопив вигідний рубіж і вогнем забезпечив форсування річки батальйоном. Вміло організував бій на плацдармі. За ці дії отримав звання Героя Радянського Союзу.
Член ВКП(б) з 1943 року.
Після війни продовжував службу в армії.
У 1948 році закінчив Військову академію імені Фрунзе.
В 1957 році закінчив Військову академію Генштабу. Був на керівних посадах у військах, працював у Генштабі.
В 1968-70 роках командував військами Північно-Кавказького військового округу.
З 1970 по 1972 рік — начальник Головного управління кадрів МО СРСР. Пізніше, з 1972 року начальник Цивільної оборони СРСР — заступник міністра оборони СРСР. З 1976 року член ЦК КПРС. З 1977 року Генерал армії.
У 1986 році після Чорнобильська катастрофи О. Т. Алтунін був зміщений з посади через неспроможність протидії Цивільної оборони СРСР загрозам такого масштабу.
З 1986 року — у Групі генеральних інспекторів МО СРСР.
Був депутатом Верховної Ради СРСР 8, 9, 10 і 11 скликань.

## Звання та нагороди
23 вересня 1944 року Олександру Терентійовичу Алтуніну присвоєно звання Героя Радянського Союзу.
Також нагороджений:
- 4-ма орденами Леніна
- 2-ма орденами Червоного Прапора
- орденом Олександра Невського
- орденом Вітчизняної війни 1 ступеня
- орденом Червоної Зірки
- орденом За службу Батьківщині у Збройних силах СРСР 3 ступеня
- медалями